# Слон (фильм, 2003)
«Слон» (англ. Elephant) — десятый полнометражный фильм независимого американского режиссёра и сценариста Гаса Ван Сента 2003 года.
«Слон» — второй фильм «трилогии о смерти» Ван Сента (первый — «Джерри» (2002), третий — «Последние дни» (2005)). В общих чертах следуя событиям в школе «Колумбайн», режиссёр занял в качестве актёров учеников школ своего родного Портленда. Продолжая «Джерри» не только тематически, но и художественно, «Слон» выполнен в минималистическом стиле: используются долгие планы, почти отсутствует музыкальное сопровождение, очень мало диалогов.
Эта сравнительно малобюджетная картина была впервые показана на 56-м Каннском кинофестивале и принесла автору «Золотую пальмовую ветвь», а впоследствии ещё несколько призов. По итогам десятилетия французский журнал Cahiers du cinéma признал «Слон» лучшим фильмом после «Малхолланд Драйва».

## Сюжет
Повествование в фильме нелинейно. Описание сюжета приводится в том порядке, в котором события показаны в фильме.
Действие происходит в пригороде Портленда, штат Орегон, США. Мистер МакФарленд (Тимоти Боттомс) на машине везёт своего сына Джона (Джон Робинсон) в школу. Джон замечает, что его отец пьян, и требует, чтобы он пересел на пассажирское место и позволил вести Джону. Приехав в школу, Джон получает выговор от директора мистера Льюса (Мэтт Мэллой) за опоздание. Элиас (Элиас МакКоннелл), фотограф-любитель, по пути в школу фотографирует пару панков.
Натан (Натан Тайсон) тренируется на спортивной площадке, затем идёт в школу. Там он встречает свою девушку Кэрри (Кэрри Финкли). Они вместе идут по школе под руку, проходят мимо Бриттани (Бриттани Маунтин), Джордан (Джордан Тэйлор) и Николь (Николь Джордж), а затем встречаются с вышедшим от директора Джоном. Джон затем, пройдя по коридору, заходит в уединённое место и плачет. Появляется Акадия (Алисия Майлз). Она спрашивает Джона, в чём дело, целует его в щёку, а потом отправляется на заседание Альянса геев и гетеросексуалов. Натан и Кэрри, сделав то, что им было нужно, снова выходят в коридор и говорят по пути о своих планах. Джон, встретившись по пути с Элиасом и позволив ему сфотографировать себя, выходит из школы, и ему навстречу идут Алекс (Алекс Фрост), одетый в чёрное, и Эрик (Эрик Дойлен) в цветах хаки, оба с большими сумками.
Затем показан отрывок, как на уроке физики одноклассники (один предположительно — Натан) бросаются жеванной бумагой в Алекса, который рисует вместо того, чтоб слушать, и тому приходится в туалете отмывать пятна со своей куртки. В столовой Алекс зарисовывает в блокнот план помещения. Данный эпизод демонстрирует события в школе за пару дней до стрельбы.
Элиас входит в школу и идёт в фотолабораторию. Мишель (Кристен Хинкс) получает выговор от преподавателя физкультуры за то, что она занимается в длинных спортивных штанах, а не в шортах. После урока она слышит, как одноклассницы обсуждают её у неё за спиной. Элиас проявляет и печатает снимки, оставив их сушиться, он покидает лабораторию. По пути из неё он встречает Джона и фотографирует его, а затем приходит в библиотеку, где в данный момент находится Мишель. Бриттани, Джордан и Николь видят проходящих по коридору Натана и Кэрри. Они идут в столовую и по пути сплетничают и разговаривают о своём. Девушки перекусывают в столовой (в это время в окне виден Джон, выходящий из школы), потом идут в туалет и вызывают у себя рвоту.
Алекс в своей комнате в полуподвале играет на фортепьяно «К Элизе» Бетховена. К нему приходит Эрик, и, пока Алекс продолжает музицировать, играет на ноутбуке «шутер» со «счётчиком убийств Джерри», убивая двоих людей в пустыне (прямая отсылка к первому фильму трилогии). Алекс, закончив играть, берёт у Эрика ноутбук и открывает интернет-магазин оружия. Следующим утром, в то время, как Алекс и Эрик смотрят по телевизору документальный фильм о нацизме, им привозят заказанную винтовку.
Мишель выходит из раздевалки и спешит в библиотеку. По пути туда она пробегает мимо Элиаса, который фотографирует Джона. Библиотекарь даёт ей задание расставить книги на полке. Когда Мишель на тележке везёт книги к стеллажу, входит Элиас. Подойдя к шкафу и начав свою работу, она слышит звук передёргиваемого затвора и оборачивается.
Когда Алекс моется, Эрик подходит к душевой кабине и заходит внутрь. Он говорит, что никогда прежде не целовался. Они целуются. Затем показано, как оба одеваются — Алекс в чёрное, Эрик в хаки, Алекс разворачивает перед Эриком план атаки школы. Они собираются установить взрывчатку в столовой и спортзале, чтобы создать панику, а потом устроить стрельбу. После этого они едут в школу. Перед входом Алекс и Эрик встречают Джона.
Взрывчатка, заложенная в двух местах, не срабатывает, и Алекс с Эриком идут в библиотеку. Когда они появляются на пороге, Элиас фотографирует их. Сразу после этого Алекс одним выстрелом убивает Мишель, стоявшую возле стеллажа, и Элиаса, а затем начинает стрелять в других посетителей библиотеки. Бриттани, Джордан и Николь прихорашиваются перед зеркалами в туалете, когда в него входит Алекс с винтовкой. Участники альянса геев и гетеросексуалов, заседание которого шло в этот момент, начинают эвакуироваться через окно. Один из участников подстрелен — и, возможно, насмерть — при попытке выйти из аудитории. Там же появляется Бенни (Бенни Диксон), который помогает спастись впавшей в ступор Акадии. Сам он, однако, не эвакуируется, а идёт обратно в школу. В одном из коридоров он видит Эрика, наставившего пистолет-пулемет на директора мистера Льюса. Эрик оборачивается и убивает Бенни, а затем и директора.
В районе столовой Натан и Кэрри спасаются от Алекса, который появляется в коридоре вдалеке. Алекс идёт в столовую, где лежат несколько тел, и там же в этот момент появляется Эрик. Алекс спрашивает его об успехах и, не выслушав до конца ответ, убивает его. Услышав шум из кухонных помещений, Алекс направляется туда и обнаруживает Натана и Кэрри в морозильной камере. Алекс начинает читать считалку, переводя дуло винтовки с одного на другого. Фильм заканчивается кадром облачного голубого неба.

## Название
Название фильма прямо отсылает к Алану Кларку, одноимённая короткометражная лента которого стала для Ван Сента образцом для подражания. Так как Алан Кларк к 2003 году уже умер, Ван Сент обратился к Дэнни Бойлу, который спродюсировал фильм Кларка, с вопросом, не будет ли возражений против использования названия; Бойл дал согласие.
Когда Ван Сент работал над фильмом, он неправильно трактовал заглавие. Он понимал его как отсылку к притче о слепцах и слоне, которые пытались ощупать слона, чтобы понять, что перед ними находится, и каждый ошибался, так как мог ощупать только одну часть животного. На самом же деле Кларк заглавием намекал на англоязычную идиому «слон в комнате» (англ. elephant in the room), обозначающую очевидную проблему, на которую никто не хочет обращать внимание.
В сцене в доме Алекса можно заметить висящий у него на стене рисунок, изображающий слона. Он виден на экране всего несколько мгновений.

## В ролях
| Актёр            | Роль              |
| ---------------- | ----------------- |
| Алекс Фрост      | Алекс             |
| Эрик Дойлен      | Эрик              |
| Джон Робинсон    | Джон              |
| Элиас МакКоннелл | Элиас             |
| Джордан Тейлор   | Джордан           |
| Кэрри Финклеа    | Кэрри             |
| Николь Джордж    | Николь            |
| Бриттани Маунтин | Бриттани          |
| Алисия Майлз     | Акадия            |
| Кристен Хикс     | Мишель            |
| Бенни Диксон     | Бенни             |
| Натан Тайсон     | Натан             |
| Тимоти Боттомс   | мистер МакФарланд |
| Мэтт Мэллой      | мистер Льюс       |
| Эллис Э. Уилямс  | преподаватель GSA |

## Съёмочная группа
- Режиссёр — Гас Ван Сент
- Автор сценария — Гас Ван Сент
- Продюсер — Дэни Вулф, Джей Эрнандес, Джи-Ти Лерой (сопродюсеры)
- Исполнительные продюсеры — Дайан Китон, Билл Робинсон
- Оператор — Харрис Савидес
- Монтаж — Гас Ван Сент
- Художник-постановщик — Бенджамин Хейден
- Художник по костюмам — Мэрикрис Масс (без указания в титрах)[7]
- Звукорежиссёр — Лесли Шатц

## История создания

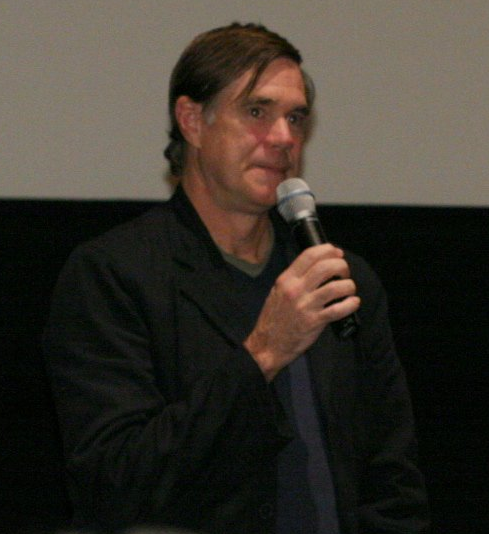
Гас Ван Сент, режиссёр фильма

История «Слона» началась с идеи Гаса Ван Сента сделать документальный фильм по следам событий в «Колумбайне» для телевидения. Этот замысел появился у режиссёра непосредственно после трагедии, однако ему не было суждено воплотиться. Поначалу, ещё на ранних стадиях развития проекта, Ван Сенту не удавалось найти средства для производства будущего фильма. Актриса Дайан Китон, работавшая в это время на телеканале HBO, заинтересовалась проектом и помогла ему получить деньги от Колина Каллендера, возглавлявшего «HBO Films».
Хармони Корин, написавший сценарий для спродюсированного Ван Сентом фильма «Детки», предложил создать нечто в духе короткометражного фильма Алана Кларка «Слон» о насилии в Северной Ирландии и даже собирался сам написать сценарий, однако не сделал этого.
Свой сценарий предложил Джи-Ти Лерой (псевдоним писательницы Лоры Альберт), но Ван Сент счёл его слишком традиционным. В результате режиссёр решил обратиться к опыту своего предыдущего фильма — «Джерри» (2002), когда сценарий накануне первого дня съёмок был сожжён самим Ван Сентом и актёрами Мэттом Дeймоном и Кейси Аффлеком и все диалоги были в итоге сымпровизированы. Для «Слона» Ван Сент вместо полноценного сценария подготовил план, а также написал набросок разговора трёх подружек. Объём текста составил около двадцати страниц (для сравнения — сценарий первого полнометражного фильма Ван Сента «Дурная ночь» занимал 110 страниц, стандартный объём — от 90 до 120).
На главные роли были приглашены непрофессиональные актёры, ученики старших классов портлендских школ. В фильме их персонажи носят те же имена, что исполнители. Ван Сент вдохновлялся опытом итальянских неореалистов, в фильмах которых непрофессиональные актёры играют самих себя. В «Слоне» только три исполнителя ролей взрослых были опытными актёрами (Тимоти Боттомс, Мэтт Мэллой и Эллис Уильямс). Некоторые из сыгравших в «Слоне» подростков (Алекс Фрост, Джон Робинсон, Элиас Макконнелл) стали актёрами и в настоящее время снимаются в кино и на телевидении.
Как и в «Джерри», все диалоги были сымпровизированы непосредственно на съёмочной площадке. Как рассказывает Ван Сент, он просто задавал исполнителям тему, на которую они могли бы говорить в реальности. Поскольку подростки играли практически самих себя, им не составляло труда правдоподобно изобразить разговор перед камерой. Режиссёр приводит в пример сцену с разговором персонажей Натана Тайсона и Кэрри Финкли, в которой ему нужно было, чтобы подростки говорили о чём-то, касающемся их, но непонятном для зрителей:

Я просто сказал: «Говорите о чём вы хотите». Это, наверное, самое трудное задание для любого актёра, но поскольку эти дети не были актёрами, они не знали, что это трудно, и это было здорово.
Оригинальный текст (англ.) I just said, "Talk about anything you want." It's probably the hardest thing to do, ever, for any actor, but since these kids weren't actors, they didn't know it was hard, which was great. 
— Гас Ван Сент
«Слон» был снят всего за семнадцать дней. Съёмки проходили в здании средней школы Уитакер (бывшей школе имени Джона Адамса) в Портленде, которая была уже закрыта к моменту съёмок; в 2007 году и само здание было снесено. Осветительные приборы не использовались, фильм был полностью снят при естественном освещении.
В качестве музыкального сопровождения были использованы сочинения Бетховена «Багатель ля-минор» («К Элизе») и «Соната для фортепиано № 14» («Лунная»). Ван Сент изначально хотел специально пригласить композитора для создания саундтрека, но решил включить в фильм композиции Бетховена, услышав, как исполнитель главной роли Алекс Фрост в один из съёмочных дней наигрывал на фортепьяно «Лунную сонату».

## Реакция критики
Фильм Ван Сента получил неоднозначный, но в целом скорее положительный приём профессиональной критики. Числовое выражение реакции критиков даётся сайтом «Rotten Tomatoes». Рейтинг «Слона» на этом сайте составляет 71 %, а среди наиболее авторитетных критиков — 76 %. Это означает, что более двух третей критиков, отзывы которых обобщены на сайте, дали фильму положительную оценку. Диапазон определений, которые давали «Слону» рецензенты, широк — от «шедевра» и «главного фильма года» до «провала».
Авторитетный критик Джонатан Розенбаум поставил фильм на второе место в своей десятке лучших картин 2003 года, а в 2004 включил его в число тысячи своих самых любимых фильмов. В своей минирецензии в «Chicago Reader» он назвал фильм «приковывающим внимание и впечатляющим». Положительный отзыв даёт и Роджер Эберт («Chicago Sun-Times»), выставивший «Слону» максимальную оценку в четыре звезды. Он пишет, что создание этого фильма, нарушающего каноны голливудского кинопроизводства, снятого без звёзд и высокого бюджета, — смелый и радикальный поступок. Манола Дарджис из крупнейшей газеты западного побережья США «Los Angeles Times» отмечает, что редко когда форма и содержание сочетаются так гармонично, как в «Слоне». Питер Трэверс («Rolling Stone») в своём умеренно положительном отзыве пишет, что фильм при своей простоте страшнее, чем что угодно в классическом фильме ужасов «Техасская резня бензопилой».
В отрицательных отзывах на «Слон» критике подвергается, в основном, идеологическая сторона фильма. Так, основной причиной критики становится отсутствие в картине явных ответов на вопрос, почему трагедия в «Колумбайне» была возможна и какова её причина. Это названо недостатком в положительной в целом рецензии Рут Стейн («San Francisco Chronicle»), и это стало причиной разгромного отзыва Тода Маккарти в «Variety». Он указал на то, что в фильме отсутствует развитие персонажей, и поэтому фраза Алекса перед началом стрельбы («Главное — получай удовольствие») не произвела на него впечатления. Признав, что техническая сторона картины заслуживает похвалы, критик называет «Слона» неудачной попыткой в поиске нового драматического метода для болезненной темы.

Сделать фильм о чём-то похожем на события в «Колумбайне» и не предложить догадок и объяснений — это выглядит в лучшем случае бессмысленно, в худшем — безответственно.
Оригинальный текст (англ.)To make a film about something like the Columbine student shootings incident and provide no insight or enlightenment would seem to be pointless at best and irresponsible at worst.
— Тодд Маккарти
По поводу этой фразы из рецензии Маккарти возражал Роджер Эберт, и её же в интервью газете «Guardian» оспаривал сам режиссёр Гас Ван Сент. В то же время Кирк Ханикатт («The Hollywood Reporter») согласился с претензиями Маккарти, назвав «Слона» «упражнением в технике».
Другой разгромный отзыв дал Чарльз Тэйлор (Salon.com). Он проводит параллели между излишне формалистичным, по его мнению, «Слоном» и эксплуатационным кино, ибо краеугольным камнем всего фильма якобы является его тема («арт-проект по поводу событий в „Колумбайне“»). Как считает Тэйлор, «Слон» создан для того, чтобы вернуть Ван Сенту репутацию независимого режиссёра, утраченную после нескольких фильмов, сделанных в Голливуде. Критику также показалось, что школа в «Слоне» показана хотя и не по-голливудски, но всё же поверхностно и ненатурально.

## Прокатная судьба
Мировая премьера «Слона» состоялась на 56-м Каннском фестивале 18 мая 2003 года. Кроме Каннского, фильм был показан на большом количестве кинофестивалей, включая фестиваль в Карловых Варах, Нью-Йоркский, Роттердамский, Московский и другие.
Швейцария 17 октября 2003 стала первой страной, где «Слон» вышел в прокат (только в италоговорящей части). 22 октября начались показы во Франции и франкоговорящей части Швейцарии. 24 октября начался ограниченный прокат в США. До его начала Ван Сент провёл показ фильма в Портленде в пользу организации «Outside, Inc.», занимающейся помощью молодым бездомным. В течение следующего года «Слон» был показан в кинотеатрах ещё многих стран мира.
Дистрибьютором «Слона» на территории США была компания «Fine Line». Фильм получил в прокате рейтинг «R». При бюджете примерно в 3 миллиона долларов лента собрала лишь миллион с четвертью в североамериканском прокате. К этому прибавляются более внушительные $ 8 745 067 в остальном мире. Таким образом, мировые сборы «Слона» — 10 012 022 доллара.

## Награды и номинации
Неожиданностью стал успех «Слона» на 56-м Каннском кинофестивале. Это было первое участие Гаса Ван Сента в конкурсе этого престижного киносмотра, и, тем не менее, в споре за главный приз — «Золотую пальмовую ветвь» — «Слон» обошёл как «Догвилль» Ларса фон Триера, признававшийся фаворитом среди критиков, так и имевшие успех у обычных зрителей «Таинственную реку» Клинта Иствуда и «Нашествие варваров» Дени Аркана. Жюри под руководством Патриса Шеро приняло решение дать фильму сразу две награды, и вручило Ван Сенту ещё и приз за лучшую режиссуру.
В Соединённых Штатах кинонаграды, по большей части, прошли мимо «Слона». Получив только две номинации на «Независимый дух», фильм удостоился лишь одной американской награды — премии Нью-Йоркского общества кинокритиков за лучшую операторскую работу.

### Награды
Список приводится в соответствии с данными IMDb.
| Год  | Событие                                    | Награда                              | Награждённый   |
| ---- | ------------------------------------------ | ------------------------------------ | -------------- |
| 2003 | Каннский кинофестиваль                     | «Золотая пальмовая ветвь»            | Гас Ван Сент   |
| 2003 | Каннский кинофестиваль                     | Приз за лучшую режиссуру             | Гас Ван Сент   |
| 2003 | Каннский кинофестиваль                     | Приз французской системы образования | Гас Ван Сент   |
| 2003 | Премия Нью-Йоркского общества кинокритиков | Лучшая операторская работа           | Харрис Савидес |
| 2004 | Премия Французского синдиката кинокритиков | Лучший иностранный фильм             | Гас Ван Сент   |

### Номинации
Список приводится в соответствии с данными IMDb.
| Год  | Событие                  | Категория                  | Номинант       |
| ---- | ------------------------ | -------------------------- | -------------- |
| 2004 | Премия «Независимый дух» | Лучшая режиссура           | Гас Ван Сент   |
| 2004 | Премия «Независимый дух» | Лучшая операторская работа | Харрис Савидес |
| 2004 | Премия «Сезар»           | Лучший иностранный фильм   | Гас Ван Сент   |
| 2005 | Премия «Бодил»           | Лучший американский фильм  | Гас Ван Сент   |

## Художественная ценность
«Слон», который начинался как документальный проект, отличается особой стилистикой, которую Джей Хоберман из «Village Voice» назвал «комбинацией эстетизма и документальности», а Карло Каванья сравнил со стилем cinéma vérité. Фильм невелик по объёму (81 минута), в нём мало диалогов, практически нет закадровой музыки. В «Слоне» активно используются длинные кадры, снятые без монтажных склеек, в которых камера долго следует за каким-либо персонажем или несколькими персонажами. Самый длинный кадр в фильме длится 5 минут 19 секунд (сцена с тремя девушками). Эти сверхдлинные планы напоминают манеру Андрея Тарковского и Белы Тарра, в то же время они перекликаются с пролётами камеры по коридорам гостиницы «Оверлук» в «Сиянии» Стэнли Кубрика (как и у Кубрика, долгое следование камеры за одним объектом усиливает напряжение). Андрей Плахов в этой же связи вспоминает «Русский ковчег» Александра Сокурова — фильм длительностью более чем в полтора часа, снятый одним кадром. Ван Сент на пресс-конференции в Каннах подтвердил, что работы Тарра, Тарковского и Сокурова, а также Миклоша Янчо оказали влияние на визуальное решение «Слона».
Стиль съёмки в «Слоне» заслужил высокие оценки критиков. Отстранённость камеры от происходящего позволила им вспомнить как документальное кино, так и фильмы ужасов, а кажущаяся случайность её перемещений напомнила школьника, слоняющегося без дела по коридорам. Долгие планы были названы «приковывающими внимание» и даже «гипнотическими». Работа оператора Харриса Савидеса снискала похвалы. По словам обозревателя газеты «New York Times» Элвиса Митчелла, она не виртуозна, но это работа мастера, которая и не должна быть эффектной.
Визуальное решение ленты также характеризуется отказом от использования осветительных приборов в пользу естественного освещения — здесь примером для режиссёра был Стэнли Кубрик, поступивший так же при съёмках «Заводного апельсина». Соотношение сторон экрана 1,33:1, тоже необычное для современного кинематографа, опять-таки может отражать влияние стиля Кубрика. Согласно Ван Сенту, для него и Харриса Савидеса имел значение тот факт, что 1,33:1 — это стандартный формат для телевидения и снятых на 16-миллиметровую плёнку фильмов, которые демонстрируют в американских школах.
Некоторые обозреватели особо отметили вклад звукорежиссёра Лесли Шатца, работа которого увеличивает ощущение реалистичности. Сочетанием тишины, усиленных внешних шумов и редких музыкальных фрагментов ему иногда удаётся добиться завораживающего эффекта и вызвать у зрителя томительное чувство страха. Уэсли Моррис («Boston Globe») также был восхищён выбором музыки: Бетховен использован для укрепления в зрителе тревожного чувства

Встреча Джона и Элиаса в коридоре, показанная в фильме три раза: с точки зрения Джона, Элиаса и Мишель, бегущей мимо

Необычна структура повествования «Слона». Камера поочерёдно следует за разными школьниками, показывая их действия в течение примерно двадцати минут, предшествовавших началу стрельбы. Пути персонажей периодически пересекаются, и некоторые моменты повторяются в фильме с разных точек зрения. Ван Сент указывал источником влияния в данном случае фильм Белы Тарра «Сатанинское танго». Кроме того, в интервью режиссёр упоминал «Расёмон» Акиры Куросавы, где персонажи последовательно излагают свою версию того, как совершилось одно и то же событие. Сначала предполагалось, что в «Слоне» вся история будет показана с разных перспектив, но на стадии монтажа Ван Сент решил привести структуру фильма к тому виду, в котором она существует.
Питер Трэверс полагает, что Ван Сент, строящий фильм на наблюдении над своими персонажами, постоянным возвращением к одним и тем же эпизодам призывает «не просто смотреть, а присматриваться». В то же время Питер Рейнер («New York Magazine») считает использование этого приёма неоправданным, утверждая, что это пример «дешёвого артхаусного трюка».
Несмотря на отсутствие в числе главных исполнителей профессионалов, некоторые критики высоко оценили уровень актёрской игры в «Слоне». Вспоминая прежние фильмы Ван Сента, Рут Стейн отмечает умение режиссёра работать с молодыми актёрами. Критика особенно впечатлили Алекс Фрост и Эрик Дойлен, исполнители ролей убийц. Как пишет Эрик Харрисон («Houston Chronicle»), Ван Сенту удалось то, что не получается у большинства режиссёров, приглашающих сниматься непрофессионалов, — добиться с помощью этого шага правдоподобия. Зрители фильма видят на экране подростков, похожих на тех, кого знают в жизни. Благодаря тому, что актёры снимались под собственными именами, у зрителей крепнет ощущение, что подростки играют самих себя.

## Темы

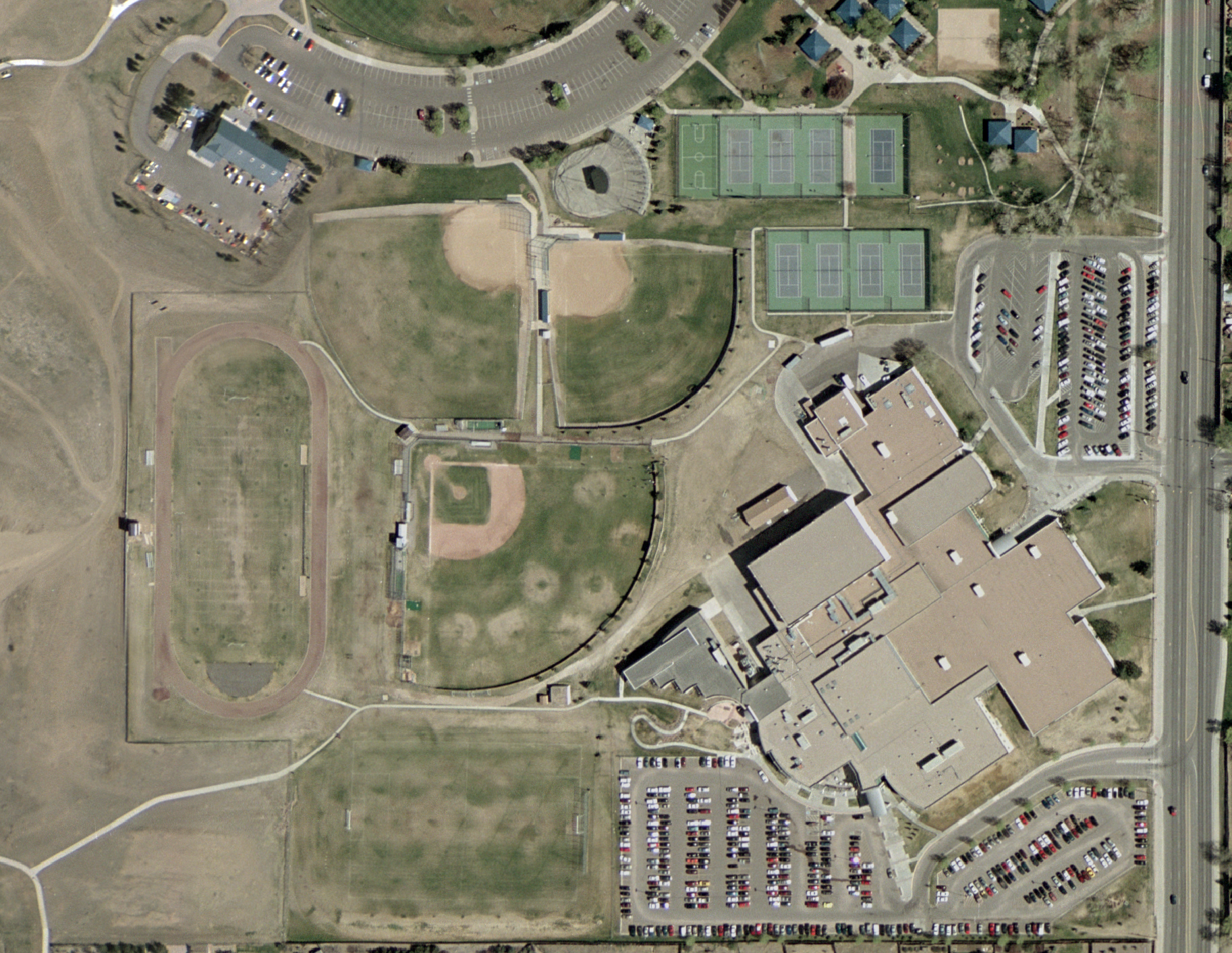
Школа «Колумбайн»

«Слон» — не первый фильм, снятый по следам трагических событий в школе «Колумбайн». Годом ранее на том же Каннском фестивале была представлена документальная лента Майкла Мура «Боулинг для Колумбины». Массовое убийство в «Колумбайне» стало поводом для создания этого фильма, посвящённого проблеме свободного владения оружием в Соединённых Штатах. Гас Ван Сент говорил в интервью, что смотрел фильм Мура и что является поклонником этого документалиста, но, тем не менее, он представляет совершенно другой подход к событию.
Если Майкл Мур исследует причины этого акта насилия (и других подобных ему) и в конечном счёте предлагает свою интерпретацию, то Ван Сент поступает наоборот: он не пытается дать свой ответ на вопрос о мотивах убийц. Его фильм, в отличие от «Боулинга для Колумбины», не об оружии, не о социальных или политических проблемах, это «поэтический фильм-катастрофа» или, как выразился сам режиссёр, «поэма о трудном возрасте».
Авторской интерпретации причин произошедшего в фильме нет, хотя зрителю предлагается набор возможных причин, которые часто связывают с подобными происшествиями: убийцы Алекс и Эрик играют в некую жестокую видеоигру, смотрят по телевизору документальный фильм про Адольфа Гитлера, на стене дома Алекса можно заметить плакат с Мэрилином Мэнсоном. Все эти факторы упоминались в связи с трагедией в «Колумбайне»: оно произошло 20 апреля (день рождения Гитлера); убийцы Эрик Харрис и Дилан Клиболд были любителями «Doom» и «Wolfenstein 3D» и поклонниками «Rammstein» и Мэнсона. Ван Сент утверждал, что у него есть предположения насчёт того, что могло стать причиной трагедии в «Колумбайне», но поделиться ими со зрителем не входило в его задачу. Он предоставляет зрителю самому делать наблюдения и самостоятельно ответить на этот вопрос.

Современное кино принимает форму проповеди. Вы не думаете, а только получаете информацию. Этот фильм — не проповедь. Смысл этого фильма не диктуется вам режиссёром. Надо надеяться, что интерпретаций столько же, сколько и зрителей.
Оригинальный текст (англ.)Modern-day cinema takes the form of a sermon. You don't get to think, you only get to receive information. This film is not a sermon. The point of the film is not being delivered to you from the voice of the film-maker. Hopefully, there are as many interpretations as there are viewers.
— Гас Ван Сент

Один из долгих планов, в которых камера следует за спиной кого-то из персонажей (в данном случае Джона), по мнению критика Манолы Дарджис — метафора жизни

С режиссёром согласна Дайан Китон, исполнительный продюсер. Она сама обратила внимание на разобщённость подростков и их родителей, но признаёт, что у каждого зрителя может быть своя интерпретация.
Разные обозреватели, действительно, трактуют фильм по-разному. Некоторые из них отталкиваются от названия, и в соответствии с ним трактуют задачу фильма как призыв обратить внимание на проблему. Близко к этому мнение Джонатана Розенбаума, согласно которому Ван Сент задаётся вопросом, почему никто не заметил приближения трагедии. Существует мнение, что фильм содержит в себе сильный индуистский подтекст.
Режиссёр хотел показать, в первую очередь, живых людей. Манола Дарджис считает, что, как и в «Джерри», непрерывное движение камеры, следующей за спинами персонажей — метафора жизни. Камера любуется красотой молодых людей, которые перемещаются по школе и живут своей жизнью, не зная, что она оборвётся именно в этот день. Осенний школьный день показан совершенно обычным и заурядным, и сами персонажи представляют собой стереотипы — спортсмен со своей подружкой, фотограф-любитель, застенчивая девушка и так далее. Таким образом, одна из тем картины (в формулировке Джея Хобермана) — бытие и грядущее небытие, приближение которого невозможно предугадать.
Некоторое внимание привлёк эпизод с поцелуем в душе. Несмотря на то, что многие работы открытого гея Ван Сента затрагивают тему гомосексуальности, Манола Дарджис призывает не трактовать этот эпизод как указание на нетрадиционную ориентацию персонажей. Этот поцелуй, скорее, указывает на изоляцию и неприкаянность подростков.

## Место в творчестве Гаса Ван Сента
Так называемая «Трилогия о смерти» Ван Сента, частью которой является «Слон», была начата фильмом «Джерри» (2002) и продолжена «Последними днями» (2005). Трилогия объединена общей художественной манерой. Во всех трёх фильмах присутствуют длинные планы, в которых камера следует за одним или несколькими персонажами, используется минималистическая музыка. В «Последних днях», как и в «Слоне», повествование построено нелинейно, и линии разных персонажей пересекаются.
Эти три фильма объединены не только использованными художественными приёмами. Все они посвящены теме смерти (в «Слоне» — смерти в результате немотивированного насилия), и все базируются на реальных событиях, которые широко освещались, но причины которых неизвестны (в случае «Слона» — на массовом убийстве в школе «Коломбайн»; самоубийство двух его исполнителей сделало практически невозможным установление точных мотивов).
Поскольку «Слон» вышел непосредственно после «Джерри», два фильма не избежали сравнения друг с другом. «Слон», в котором больше персонажей и диалогов, был назван «менее пуристической версией „Джерри“». Вызвало внимание то, что после нескольких сделанных в Голливуде фильмов («Умница Уилл Хантинг» (1997); «Психо» (1998), покадровый римейк знаменитого фильма Хичкока; «Найти Форрестера» (2000)) Ван Сент снова вернулся к независимому кино. Несмотря на то, что это произошло ещё в «Джерри», «Слон» стал гораздо более заметным кинособытием, и именно этот фильм дал повод Чарльзу Тэйлору обвинить режиссёра в том, что он с помощью новой картины пытается вернуть себе репутацию независимого режиссёра. Сам Ван Сент по поводу «Слона» и «Джерри» говорит, что предпочитает независимое производство работе на крупных студиях.

## Комментарии
1. ↑  В фильме нет указания на место действия, но он снимался в Портленде и Гас Ван Сент в интервью упоминал, что место действия — именно столица Орегона; см. интервью, данное Эду Гонсалесу
2. 1 2 3 4  Тот же момент, что уже был показан до этого, но с другой перспективы.
3. 1 2  Момент, который уже дважды был показан до этого с другой перспективы.
4. ↑  См. раздел «Темы» об интерпретациях причин трагедии в «Колумбайне».
5. ↑  'Most importantly, have fun'.
6. ↑  Также за работу в «Джерри»
7. ↑  Музыка Бетховена — ещё один элемент, связывающий «Слона» с «Заводным апельсином» Стэнли Кубрика, другим фильмом о немотивированном насилии, герой которого был поклонником немецкого композитора; см. рецензию Питера Трэверса.
8. ↑  Схожим образом построена трилогия Кшиштофа Кесьлёвского «Три цвета», в каждая из частей которой посвящена истории одного из персонажей. Пересекающиеся по ходу действия (причём пересечения также показаны с разных перспектив), эти истории сходятся в одном событии в конце третьего фильма.
9. ↑  Ср. использующийся в англоязычной нарратологии термин «эффект Расёмон» (англ. Rashomon effect).
10. ↑  Показана, но не рассказана, как в фильме Куросавы (см. интервью Гаса Ван Сента Андрею Плахову).
11. ↑  К примеру, он признаёт, что жестокие видеоигры могут оказать влияние на психику; см. интервью Джеральду Пири.
12. ↑  См. раздел «Название».
13. ↑  См., например, «Дурная ночь», «Мой личный штат Айдахо».
14. ↑  . Андрей Плахов считает возможным говорить о тетралогии, продолжая эти три фильма лентой «Параноид-парк» (2007); см. его статью в книге «Режиссёры настоящего».